# عبدالله علی سلطان
عبدالله علی سلطان (عربی: عبدالله علي سلطان أحمد؛ زادهٔ ۱ اکتبر ۱۹۶۳) بازیکن سابق فوتبال اهل امارات متحده عربی است.
وی از سال ۱۹۸۵ تا ۱۹۹۰ در تیم ملی فوتبال امارات متحده عربی بازی انجام داده است و عضو این تیم در جام جهانی فوتبال ۱۹۹۰ بوده است.